# جاك للسيارات
جاك للسيارات هي شركة لتصنيع المركبات والأتوبيسات . تأسست في 1964. يقع مقرها في خفي.

## وصلات خارجية
- الموقع الإلكتروني